# 杜柴拉德島
65°42′S 65°7′W / 65.700°S 65.117°W
杜柴拉德島（Duchaylard Island），是南極洲的島嶼，位於葛拉漢地西岸，處於維厄格島東南面2公里和加西亞角以西18公里的格朗迪迪埃海峽西岸，長6公里，由讓-巴蒂斯特·夏古率領的法國探險隊發現，現時由南極條約體系管理。